# Шмелинг, Рейнгольд Георг
Рейнгольд Георг Шмелинг (в русских текстах Рейнгольд Егорович, нем. Reinhold Georg Schmaeling, 14 ноября 1840 года, Рига — 17 октября 1917 года, там же) — архитектор, внёсший значительный вклад в создание архитектурного облика Риги конца XIX — начала XX века. По его проектам построено около 100 зданий, в том числе 25 школ, 3 больницы, 5 пожарных станций, 2 рынка, ночной приют, детский сад, административные здания, учреждения культуры, спортивные и религиозные здания, казармы и жилые дома, которые определяют облик современной Риги.

## Биография
Начальное образование получил в частной школе. В 1854 году начал обучение в Санкт-Петербургском технологическом институте, но был вынужден прекратить его. С 1856 года — вольноприходящий ученик Академии художеств. Получил награды Академии: малая серебряная медаль (1863) за «проект монастырских ворот с колокольней», большая серебряная (1864) за «проект здания мирового съезда», малая золотая (1866), большая золотая медаль (1868) за «проект здания для консерватории». Ученик А. И. Резанова. 
В дополнение к учёбе, в 1860—1862 годах работал в бюро у архитектора Людвига Бонштедта, в котором, в частности, был спроектирован Рижский городской театр (ныне Латвийская национальная опера). В 1868 году завершил образование, получив большую золотую медаль, что позволило ему в качестве пенсионера Академии художеств посетить (1868—1872) Германию, Италию и Францию.
В 1873 году получил звание академика архитектуры. С 1873 года служил в департаменте уделов, архитектор имения Ливадия (до 1875). Участвовал в разработке русского павильона на Всемирной выставке в Вене. Действительный член Петербургского общества архитекторов (с 1874).
В 1879 году вернулся в Ригу и стал главным архитектором города. Под его руководством был разработан новый градостроительный план. В 1885—1887 годах восстанавливал и реконструировал сгоревший Немецкий театр (ныне Национальная опера). В начале своей архитектурной деятельности в Риге строил в эклектичной манере неоренессанса, которым овладел во время своих итальянских архитектурных исследований. В этом стиле был построен дом № 60 на улице Дзирнаву (1892) и больница Джорджа Армитстеда (1895—1899).
В 1882 году стал использовать для архитектурной отделки зданий так называемый «Кирпичный стиль», характеризующийся грубой кирпичной кладкой фасада с архитектурным украшением формованных деталей и выступов. В последующие годы построил здания для школ (1901—1908), Рижской городской больницы (1906—1907) и скорой помощи (1909). По его проекту были построены два новых корпуса психиатрической больницы (сейчас — больница травматологии и ортопедии, 1905).
С 1908 года стал сочетать красный кирпич с легкими оштукатуренными поверхностями. Эта стилистика не имеет прямых аналогов в истории создания художественной формы в соответствии с принципами модерна, этот красно-белый стиль — тип формального рационалистического модерна, был использован Шмелингом для зданий Рижской 2-й городской больницы на улице Пилсоню, 13 (1908—1915).
Имел награды: орден Святого Станислава 3-й степени (1905), орден Святой Анны 3-й степени (1911). Вышел в отставку в 1915 году. Скончался 17 октября 1917 года, похоронен на Большом кладбище в Риге.

## Семья
В 1869 году женился на Марии Эвелин фон Тизенгаузен.

## Проекты и постройки

### Рига
- Здание Русского драматического театра. Улица Калькю, 16 (1880);
- Молитвенный дом Рижской Гребенщиковской старообрядческой общины. Улица Латгалес, 116 (1883);
- Здание городской начальной школы (Рижская средняя школа имени Райниса). Улица Кришьяня Барона, 71 (1883);
- Школа для девочек. Улица Кришьяня Валдемара, 2 (1881—1884);
- Городская начальная школа. Бульвар Калпака, 8 (1884);
- Здание Рижского полицейского управления. Бульвар Аспазияс, 7 (1889—1891);
- Здание Клинической университетской детской больницы (ранее — больница Джорджа Армитстеда). Виенибас гатве, 45 (1895—1912);
- Здания «Красных школ» (1908—1914);
- Комплекс 2-й городской больницы. Улица Пилсоню, 13 (1908—1915).

### Санкт-Петербург
- Фонтан в саду Зимнего дворца. Дворцовый проезд (1897)[1].